# Brocatelle

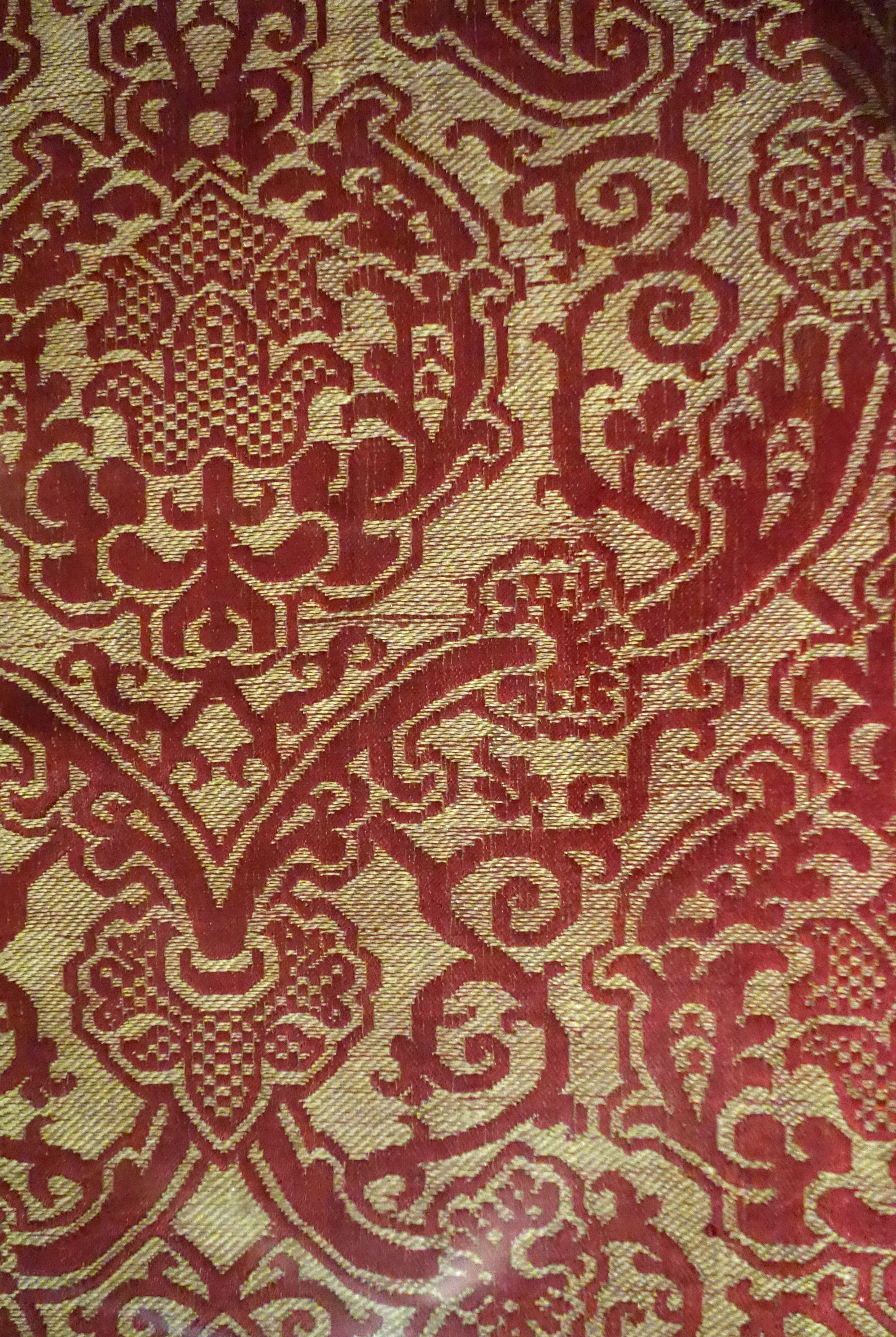
Fragment de brocatelle italienne de la fin du XVIe siècle (Musée royal de l'Ontario).

La brocatelle est un type de tissu datant du XVIe siècle qui comporte deux chaînes et deux trames, au minimum. Il est composé pour que le dessin ressorte avec un relief prononcé, grâce à la chaîne sur un fond en sergé. Les brocatelles les plus anciennes sont toujours fabriquées avec une des trames en lin.